# Theskelomensor creon
Theskelomensor creon é uma espécie de gastrópode  da família Helicarionidae.
É endémica da Austrália.